# NECカップ囲碁トーナメント戦
NECカップ囲碁トーナメント戦（エヌイーシーカップいごトーナメントせん）は、日本電気株式会社が主催する日本の囲碁の棋戦。1981年創設。2012年にて休止。
毎年日本棋院から選抜された棋士14人が出場し、トーナメント戦で優勝を争う。「全国縦断囲碁フェスティバル」と称して、多くの囲碁ファンに楽しんでもらうため、毎回全国の各地を巡回して公開対局で行われた。決勝はNEC本社に程近いメルパルクホールで行われ、その模様はテレビ東京で録画中継されていた。
- 優勝賞金 (1-4期)400万円、(5-8)550万円、(9)800万円、(10)900万円、(11-16)1000万円、(17-25)1500万円、(26-28)1700万円、(29)1500万円、(30)1000万円

（17期から29期までは、日本の囲碁タイトル戦の中でも4番目の高額賞金だった。）
16-20期の優勝者は、日中スーパー囲碁の優勝戦に出場した。

## 出場条件
- 前年度NECカップ選手権者（優勝者）
- 開催前年度の棋聖、名人、本因坊、十段、天元、王座、碁聖、NHK杯の各選手権者（NHK杯以外は開催前年12月31日時点、NHK杯のみ開催当年3月31日時点のタイトル保有者）
- 開催前年度の手合料=賞金ランキング上位選手
- 第6-23期は、前年のNEC俊英囲碁トーナメント戦優勝者。

## 方式
- コミは、1-22期は5目半、23期以降は6目半。
- 持時間は10分、使い切ると1手30秒の秒読み。

## 優勝者と決勝戦
（左が優勝者）
1. 1982年 武宮正樹 - 大竹英雄
2. 1983年 坂田栄男 - 酒井猛
3. 1984年 趙治勲 - 坂田栄男
4. 1985年 趙治勲 - 小林光一
5. 1986年 武宮正樹 - 小林覚
6. 1987年 大竹英雄 - 林海峰
7. 1988年 石田芳夫 - 趙治勲
8. 1989年 大竹英雄 - 石田芳夫
9. 1990年 林海峰 - 王立誠
10. 1991年 加藤正夫 - 大竹英雄
11. 1992年 加藤正夫 - 小林光一
12. 1993年 依田紀基 - 加藤正夫
13. 1994年 小松英樹 - 趙治勲
14. 1995年 小林光一 - 趙治勲
15. 1996年 大竹英雄 - 林海峰
16. 1997年 加藤正夫 - 小林覚
17. 1998年 依田紀基 - 趙治勲
18. 1999年 小林光一 - 王立誠
19. 2000年 趙治勲 - 加藤正夫
20. 2001年 趙治勲 - 加藤正夫
21. 2002年 依田紀基 - 王立誠
22. 2003年 柳時熏 - 高尾紳路
23. 2004年 小林光一 - 三村智保
24. 2005年 張栩 - 柳時熏
25. 2006年 趙善津 - 小林覚
26. 2007年 張栩 - 高尾紳路
27. 2008年 河野臨 - 趙善津
28. 2009年 羽根直樹 - 張栩
29. 2010年 河野臨 - 羽根直樹
30. 2011年 張栩 - 山下敬吾
31. 2012年 高尾紳路 - 趙治勲